# Liste der jugoslawischen Orden und Ehrenzeichen
Diese Liste gibt einen Überblick über die jugoslawischen Orden und Ehrenzeichen.

## Königreich Jugoslawien
- Lovćen-Erinnerungsmedaille (1927)

Wappen des Königreich Jugoslawien

- Verdienstmedaille König Alexander I. (1929)
- Orden der Krone von Jugoslawien (1930)
- Verdienstmedaille König Peter II. (1935)
- Medaille für Kommandanten einer 37-mm-Kanone (1935)
- Medaille für Maschinengewehr-Schützen (1935)
- Medaille für Schützen am leichten Maschinengewehr (1935)
- Medaille für Sturmgewehr-Schützen (1935)
- Erinnerungsmedaille an die Befreiung Südserbiens (1937)
- Erinnerungsmedaille an die Befreiung der Nördlichen Regionen Jugoslawiens (1939)
- Medaille für Pioniere (1940)
- Medaille für Minienwerfer-Kommandanten (1940)
- Medaille für Minienwerfer-Richtschützen (1940)
- Medaille für Artilleristen (1941)
- Kriegskreuz 1941 (1943)

## Föderative Volksrepublik/Sozialistische Föderative Republik Jugoslawien

Wappen der Föderativen Volksrepublik

Bereits der Antifaschistische Rat der Nationalen Befreiung Jugoslawiens stiftete Orden und Ehrenzeichen, die nach dem Sieg der Partisanenbewegung 1945 weiterverliehen wurden. 
- Orden der Freiheit (1943)
- Orden des Volkshelden (1943)
- Orden vom Partisanenstern (1943)
- Orden der Tapferkeit (1943)
- Orden der Brüderlichkeit und Einigkeit (1943)
- Orden der Volksbefreiung (1945)
- Nationalverdienstorden (1945)
- Orden der Sozialistischen Arbeit (1945)
- Orden der Jugoslawischen Fahne (1947)
- Militär-Verdienstorden (1951)
- Erinnerungsmedaille 10 Jahre Jugoslawische Armee (1951)
- Militärverdienst-Medaille (1952)
- Orden für Tapferkeit (1954)
- Orden vom jugoslawischen Stern (1954)
- Orden der Militärflagge (1954)
- Orden der Volksarmee (1954)
- Erinnerungsmedaille 20 Jahre Jugoslawische Volksarmee (1961)
- Erinnerungsmedaille 30 Jahre Jugoslawische Volksarmee (1971)
- Erinnerungsmedaille 40 Jahre Jugoslawische Volksarmee (1981)

## Bundesrepublik Jugoslawien
Die Bundesrepublik Jugoslawien verlieh die aus sozialistischer Zeit stammenden Orden und Ehrenzeichen weiter, stiftete jedoch auch eigene:
- Orden Jugoslawiens (1998)
- Verdienstorden der Bundesrepublik Jugoslawien (1998)
- Militärorden Jugoslawiens (1998)
- Nemanja-Orden (1998)
- Njegoš-Orden (1998)
- Vuk-Karadžić-Orden (1998)
- Tesla-Orden (1998)
- Verdienstorden für Verteidigung und Sicherheit (1998)
- Obilić-Medaille (1998)
- Ehrenmedaille (1998)
- Cvijić-Medaille (1998)
- Weißer-Engel-Medaille (1998)
- Medaille für Philanthropie (1998)